# Olivier Alsteens
Olivier Alsteens is een Belgisch communicatie-expert en voormalig journalist.

## Levensloop
Olivier Alsteens studeerde economie en communicatie aan de Université catholique de Louvain en Universiteit van Hongkong. In 1988 werd hij journalist bij La Libre Belgique en in 1990 maakte hij de overstap naar Le Soir. In 1997 werd hij woordvoerder en communicatieverantwoordelijk van de liberale PRL. Van 1999 tot 2002 was Alsteens woordvoerder van vicepremier en minister van Buitenlandse Zaken Louis Michel (MR) en van 2002 tot 2011 directeur-generaal Externe Communicatie op de Kanselarij van de Eerste Minister. Pierre-Emmanuel De Bauw volgde hem in deze hoedanigheid in 2012 op. Van 2014 tot 2017 was hij andermaal communicatiedirecteur van de liberale MR. Tevens was hij van 2015 tot 2017 voorzitter van de raad van bestuur van de Nationale Loterij, waar hij sinds 2017 operationeel directeur is.
Van 2007 tot 2020 was hij gasthoogleraar aan de UCLouvain. Hij is sinds 2011 zelfstandig consultant.
Alsteens was tevens communicatiedirecteur van de industriële holding Forrest International van George Forrest en directeur-generaal van de Fondation George Arthur Forrest.